# ん・フェニ
ん・フェニ（N・FENI）（1997年12月24日 - ）は、日本のシンガーソングライター。17才でステージに上がり、東京のアンダーグラウンドでライブ活動をしている。2018年よりフリーに転身、セルフプロデュース・マネジメントで活動。2021年、ヨネコより改名。

## 経歴
元々は声優やアニソン歌手志望で、高校1年の時に声優の養成所に通おうとするも、ナルコレプシーのため、高校との両立ができず断念。
アイドルにはそれほど興味はなかったが、高校の友人であった羊戸ひなのが所属していた少女閣下のインターナショナルのレッスンや物販に遊びに行っていたところ、羊戸からBELLRING少女ハートのオーディションを勧められ、応募したところ合格。2015年3月24日、下北沢GARDENでのイベントでお披露目（当時の名称は「甘楽（かんら）」）。
2016年12月19日、同年12月31日をもってBELLRING少女ハートを卒業、田中紘治（BELLRING少女ハートディレクター）がプロデュースする新グループに移籍することを発表。
2017年2月25日、「ヨネコ」に改名、新グループ（同年3月5日、グループ名が「MIGMA SHELTER」に決定）のリーダーに就任。
MIGMA SHETERは2017年4月16日に初ステージ、5月4日にはギュウ農フェスで新木場STUDIO COASTのメインステージに抜擢。夏の3大アイドルフェス（アイドル横丁夏まつり!!、TOKYO IDOL FESTIVAL、@JAM EXPO）にも出場するなど順調なスタートを切る。一方で、「ラストアイドル」（テレビ朝日）に挑戦。段階が進み田中にMIGMA SHELTERを辞める覚悟を問われるが挑戦することを決意。しかし放送上の都合でチャンスは流れてしまったため、グループに残り、9月末をもってリーダーではなくなった。
2018年2月10日、MIGMA SHELTERを卒業。同年6月よりソロアイドルとして活動開始。
2018年11月7日、TRASH-UP!! RECORDSより1stシングル「すごみちゃん」をリリース。
2019年1月20日にはFEATURESとのコラボレーション「TIC feat.YONEKO」を配信リリース。2月10日には元少女閣下のインターナショナルでヨネコをよく知る里咲りさが作詞・作曲した「auoo」のMVが公開された。
2019年4月30日には自ら作詞・作曲・編曲、カイが監督した「令和で生きてね」のMVを公開。
6月21日にはメイビーモエ（ぽわん）と期間限定ユニット「ダブルハピネス」を、6月30日には、カイとアイドルユニット「new fashion food」をそれぞれ結成することを発表。
2019年にはミスiD2020に応募、「つくる天才賞」を受賞。

## 作品

### シングル
- すごみちゃん（2018年11月7日、TRASH-UP!! RECORDS）
- 火星の恋人（2019年1月8日、配信限定）
- auoo（配信限定）
- ちょっとだけ二日酔い。（2021年7月7日）
- SUMMER EP（2021年7月7日）
- MAKE（2023年7月5日、CONNECTUNE/ビクターエンタテインメント、配信限定）
- NO ONE（2023年8月30日、CONNECTUNE/ビクターエンタテインメント、配信限定）
- SPARKLE EP（2023年10月18日、CONNECTUNE/ビクターエンタテインメント）
  1. MAKE
  2. NO ONE
  3. SUGAR
  4. CAT

### アルバム
- N's PAST RECORD（2023年1月11日）
  1. neon
  2. ロンリーナイト
  3. |||||||//_
  4. caramel sauce
  5. Merry
  6. 今を燃やす
  7. FUNNY TATTOO SEAL
  8. SUMMER IS OVER
  9. love meってんだ。
  10. □____
  11. こっちの生活

### 楽曲参加
- FEATURES「TIC feat.YONEKO」（2019年1月20日、配信限定）
- FEATURES「RAY feat.YONEKO」（2019年12月24日配信）